# Hydrostachys plumosa
Hydrostachys plumosa är en tvåhjärtbladig växtart som beskrevs av Adrien Henri Laurent de Jussieu och Louis René Tulasne. Hydrostachys plumosa ingår i släktet Hydrostachys och familjen Hydrostachyaceae. Inga underarter finns listade i Catalogue of Life.